# سنگ نگاره‌های دره نگاران
سنگ نگاره‌های دره نگاران ، مربوط به هزاره اول قبل از میلاد است و در شهرستان سراوان، بخش جالق، روستای ناهوک واقع شده و این اثر در تاریخ ۹ اردیبهشت ۱۳۸۲ با شمارهٔ ثبت ۸۵۰۳ به‌عنوان یکی از آثار ملی ایران به ثبت رسیده است.
دره نگاران در فاصله ۳۶ کیلومتری شمال غربی دهستان ناهوک و ۷۵ کیلومتری شهرستان سراوان واقع شده است. سنگ نگاره‌ها موجود در این دره که در محدوده کوچکی از این دره به بیش از هزاران نقش به صورت تک نگاره و تابلوی پرنگاره می‌رسد، در نوع خود بی‌نظیر هستند و می‌توان از آن به عنوان بزرگ‌ترین مجموعه شناخته شده سنگ نگاره در ایران با قدمتی ۱۰ هزار ساله یاد کرد.
نگارگران عصر شکار موضوعاتی که برای هنر خود انتخاب می‌کرده‌اند بیشتر عبارتند از حیوانات از قبیل گاو وحشی، شتر دوکوهانه و بز کوهی با شاخ‌های بزرگ و کشیده که به سبک‌های گوناگون در غالب صحنه‌ها دیده می‌شود. نقوش شکارگرا و جدال انسان‌ها با یکدیگر و و تصاویر ماه و خورشید از دیگر موضوعات این سنگ نگاره‌ها هستند.